# Ирина Вильде

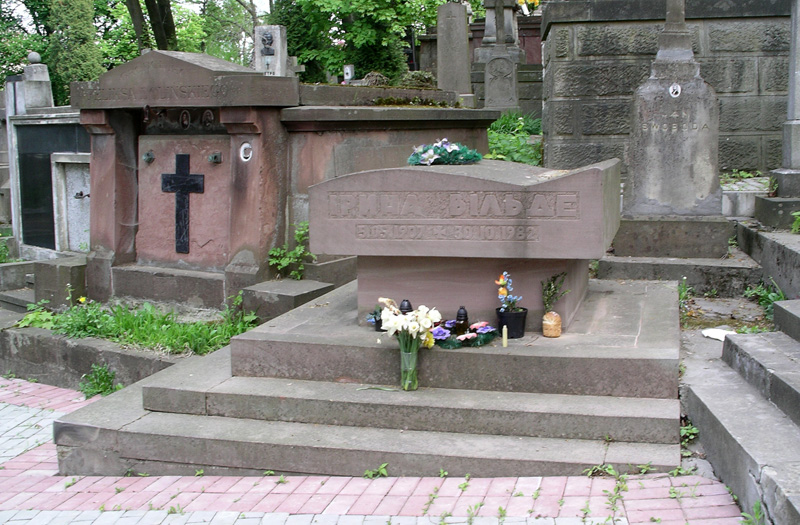
Могила Ирины Вильде на Лычаковском кладбище во Львове.

Ири́на Ви́льде (укр. Іри́на Ві́льде, настоящее имя и фамилия — Дари́на Дми́триевна Макого́н (укр. Дарина Дмитрівна Макогон), по мужу Полотню́к; 1907—1982) — украинская советская писательница, внесённая ЮНЕСКО в список знаменитых людей XX столетия и второго тысячелетия.

## Биография
Родилась 5 мая 1907 года в Черновцах в семье педагога, поэта и писателя Д. Макогона. Училась год в гимназии города Черновцы. В 1923 году  вместе с семьей переехала в Станиславов (сейчас - Ивано-Франковск). Там отец продолжил работать учителем.
В Станиславе семья жила на улице Потичный, которая находится недалеко от одной из крупнейших улиц города - Вовчинецькой. Дарья ходила в местную гимназию.После окончания учёбы на гуманитарном факультете Львовского университета (1928—1933), работала учительницей в Коломые, а затем редактором газеты «Женская судьба» (укр. «Жіноча доля») (1933—1939).
Печататься начала со студенческих лет. В 1930 году была опубликована новелла молодой писательницы «Повесть жизни» (позднее названная — «Поэма жизни»). В течение 1930—1939 годов Вильде опубликовала ряд рассказов и повестей из жизни западно-украинской интеллигенции, мещанства, учащейся молодёжи.
В 1935 году — впервые под псевдонимом Ирина Вильде напечатала повесть «Бабочки на шпильках» (укр. «Метелики на шпильках»).
После присоединения Западной Украины к УССР продолжала работать с хорошо знакомой ей темой семьи в буржуазном обществе (роман «Совершеннолетние дети», 1939).
В 1940 году талантливая писательница И. Вильде была принята в СП СССР.
В течение 1945—1949 годов — специальный корреспондент газеты «Правда Украины».
В 1947 году Вильде была избрана депутатом ВС УССР 2 созыва.
В течение ряда лет после 1965 года возглавляла Львовскую писательскую организацию.
Умерла 30 октября 1982 года. Похоронена на Лычаковском кладбище во Львове.

## Награды и премии
- Государственная премия УССР имени Т. Г. Шевченко (1965) — за роман «Сестри Річинськi»
- премия имени И. Я. Франко (1935) — за сборник новелл «Химерне серце» и повесть «Метелики на шпильках»
- орден Трудового Красного Знамени
- орден Дружбы народов (05.05.1977)
- 2 ордена «Знак Почёта» (29.05.1957; 28.10.1967)

## Сочинения
- повесть «Метелики на шпильках» (1936).
- повесть «Б'є восьма» (1936).
- сборник новелл «Химерне серце» (1936).
- повесть «Повнолітні діти» (1939).
- «Історія одного життя» (1946).
- «Наші батьки розійшлися» (1946).
- «Ті з Ковальської» (1947).
- «Її портрет» (1948).
- «Стежинами життя» (1949).
- «Яблуні зацвіли вдруге» (1949).
- «Повісті та оповідання» (1949).
- Одноактная пьеса «Сватання» (1950).
- Роман «Повнолітні діти» (1952).
- «Кури» (1953).
- «Нова Лукавиця» (1953).
- «Оповідання» (1954).
- «На порозі» (1955).
- Роман «Сёстры Ричинские» (книга 1 — 1958; книга 2 — 1964).
- Собрание сочинений. — Т. 1—5. — М., 1958.
- «Ти мене не любив» (1958).
- «Винен тільки я» (1959).
- «Життя тільки починається» (1961).
- «Троянди і терня» (1961).

## Память
- Имя писательницы присвоено одной из улиц Львова и Черновцов.
- Установлена мемориальная плита на доме во Львове, где проживала писательница.
- Открыт литературно-мемориальный музей И. Вильде во Львове.
- В 2007 году Львовской организацией Национального союза писателей Украины была учреждена всеукраинская литературная премия имени Ирины Вильде.
- В октябре 2006 года было принято постановление Верховного Совета (Рады) Украины «Про ознаменование 100-летия со дня рождения украинской писательницы Ирины Вильде».

## Электронные источники
- До 100-літнього ювілею Ірини Вільде Видавнича фірма «Відродження» презентувала книгу з серії «Український модерн» (укр.). Видавнича фірма «Відродження» (2007). Дата обращения: 6 марта 2019. Архивировано 18 ноября 2018 года.